# Kudoa cynoglossi
Kudoa cynoglossi is een microscopische parasiet uit de familie Kudoidae. Kudoa cynoglossi werd in 1994 beschreven door Obiekezie & Lick. 